# Wayne Werder
Wayne Werder (* 1972 in Te Aroha) ist ein ehemaliger neuseeländischer Squashspieler.

## Karriere
Wayne Werder war in den 1990er-Jahren als Squashspieler aktiv. Seine höchste Platzierung in der Weltrangliste war Rang 68 im Juli 1995. Mit der neuseeländischen Nationalmannschaft nahm er 1993, 1995 und 1997 an der Weltmeisterschaft teil. Er vertrat Neuseeland auch bei den Weltmeisterschaften im Mixed, bei denen er mit Angie Toal im Viertelfinale ausschied. Bei den Commonwealth Games 1998 gehörte er ebenfalls zum neuseeländischen Kader. Dabei trat er mit Glen Wilson im Doppel und mit Fiona Dean im Mixed an. Während er mit Wilson nicht über die Vorrunde hinaus kam, erreichte er mit Dean das Viertelfinale. Von 1991 bis 2000 gelang Werder bei den neuseeländischen Meisterschaften jedes Jahr mindestens der Einzug ins Halbfinale, kam jedoch nur 1995 über diese Runde hinaus und erreichte das Finale. Trotz einer 2:0-Führung unterlag er noch Paul Steel mit 2:3 und wurde Vizemeister. Seine beste Platzierung in der nationalen Rangliste war der dritte Platz im Jahr 2000.
Nach seiner aktiven Karriere war Werder sowohl als Assistenztrainer und Manager der Nationalmannschaft tätig, wie auch als Turnierdirektor. Darüber ist Werder Geschäftsführer des Tauranga Energy Consumer Trust. Zuvor arbeitete er als Geschäftsführer von Sport Bay of Plenty, die für die sportliche Entwicklung zuständige Organisation der neuseeländischen Verwaltungsregion Bay of Plenty.

## Erfolge
- Neuseeländischer Vizemeister: 1995